# Домари Баронкур
Домари Баронкур (фр. Dommary-Baroncourt) је насељено место у Француској у региону Лорена, у департману Меза.
По подацима из 2011. године у општини је живело 807 становника, а густина насељености је износила 64,61 становника/km².

## Демографија
| 1962. | 1968. | 1975. | 1982. | 1990. | 2011. |
| ----- | ----- | ----- | ----- | ----- | ----- |
| 1.312 | 1.124 | 1.015 | 825   | 705   | 807   |